# Hiyō
Hiyō (jap. 飛鷹 "Lecący Jastrząb") – lotniskowiec typu Hiyō w służbie Japońskiej Cesarskiej Marynarki Wojennej. 
Został on zaplanowany pierwotnie jako luksusowy liniowiec pasażerski "Izumo Maru" dla firmy żeglugowej Nippon Yūsen Kabushiki-gaisha. W 1940 r. nabyła go jednak (wraz z siostrzanym okrętem "Jun'yō") japońska marynarka wojenna, która przebudowała go na lotniskowiec. Mostek Hiyō zbudowany został po prawej burcie okrętu (patrząc na dziób z pokładu), a komin został nieco odchylony na zewnątrz w celu polepszenia widoczności na pokładzie służącym do startowania i lądowania samolotów.

## Użycie bojowe
"Hiyō" brał udział w wojnie na Pacyfiku. Jego wyposażenie lotnicze na początku wojny składało się 12 myśliwców Mitsubishi A6M Zero, 18 bombowców nurkujących Aichi D3A „Val” i 18 samolotów torpedowych Nakajima B5N „Kate”.
Historia okrętu:
- w listopadzie 1942 r. został dwukrotnie uszkodzony przez naloty powietrzne na Truk;
- w kwietniu 1943 r. odniósł drobne uszkodzenia po nalotach na Truk;
- 10 czerwca 1943 r. w drodze to Truk Hiyō został trafiony przez 2-4 torpedy z okrętu podwodnego USS "Trigger". Dwa pomieszczenia kotłów parowych zostały zalane, co spowodowało unieruchomienie okrętu. Wysłano na pomoc lekki krążownik "Isuzu", ale lotniskowiec zdołał dopłynąć do Japonii o własnych siłach;
- w grudniu 1943 r. dostarczał samoloty do Singapuru, Saipanu  i Truku;
- w bitwie na Morzu Filipińskim "Hiyō" był częścią „Force B”, razem z siostrzanym lotniskowcem "Jun'yō", lekkim lotniskowcem "Ryūhō", pancernikiem Nagato, ciężkim krążownikiem „Mogami” i osłoną 8 niszczycieli. Podczas bitwy 20 czerwca 1944 Hiyō został zaatakowany najpierw przez bombowce nurkujące, a później przez 4 TBF Avenger z lotniskowca USS "Belleau Wood". Został trafiony przez dwie torpedy, po których na lotniskowcu wybuchł pożar. Dwie godziny później, w efekcie kilku eksplozji na pokładzie, okręt zatonął.